# Gonodes pallida
Gonodes pallida är en fjärilsart som beskrevs av Jones 1914. Gonodes pallida ingår i släktet Gonodes och familjen nattflyn. Inga underarter finns listade i Catalogue of Life.